# 史蹟名勝天然紀念物保存法
史蹟名勝天然紀念物保存法（しせきめいしょうてんねんきねんぶつほぞんほう、大正8年法律第44号）は、現行の文化財保護法の前身の一つにあたる、廃止された日本の法律である。
1919年（大正8年）4月10日に公布され、同年6月1日に施行された。文化財のうち、今日の分類における「記念物」をその対象とした。

## 制定とその経緯
明治30年代以降、日本では急速に近代化、資本主義化がすすみ、鉄道や工場が各地に建設されて土地開発がさかんにおこなわれた。それにともない、史跡、名勝、天然記念物など、おもに土地に結びついた文化財の多くが破壊されることが少なくなかったため、これら「記念物」の保存運動が起こった。
当時、遺跡保存の運動の中心にいたのは東京帝国大学で国史学教室を主宰していた黒板勝美であった。黒板は、遺跡保存の先進地であったイギリスに留学経験のある日本の古代史学者であり、保存すべき対象として国史学で用いられることの多かった「史蹟（史跡）」の語を用いた。それに対し、「天然紀念物（天然記念物）」の語を用いたのは、東京帝大の植物学教授三好学である。かれはドイツに留学したが、ドイツには「文化記念物」（クルトゥール・デンクマール、Kulturdenkmal）と「自然記念物」（ナトゥール・デンクマール、Naturdenkmal）の分類があり、このうちの後者の概念を輸入した。法律の名称が「史蹟名勝天然紀念物保存法」と長いものになった理由はここにある。

## 規定内容
「史蹟名勝天然紀念物保存法」では、
1. こんにち「記念物」に総称される史蹟、名勝、天然紀念物を、内務大臣が指定し、保存に関して地域を定めて一定の行為を禁止または制限し、さらには必要な施設を命ずることができること
2. 内務大臣は地方公共団体を指定して記念物の管理を行わせることができること
3. 現状変更等の制限および環境保全命令の規定
4. 違反に対する罰則

などが規定された。
なお、制定時は旧内務省の所管であったが、1928年（昭和3年）には文部省に移管されている。

## 関連法令
関連する法令として、1919年（大正8年）5月31日公布の「史蹟名勝天然紀念物調査会官制」、同年12月29日公布の「史蹟名勝天然紀念物保存法施行令」と1933年（昭和8年）8月9日公布の「朝鮮総督府宝物古蹟名勝天然記念物保存会官制」 があり、また、1947年（昭和22年）の法律第239号および昭和25年法律第168号によって改正がなされている。

## 廃止
1949年（昭和24年）1月に発生した法隆寺金堂の火災と壁画の焼損を契機として、翌1950年（昭和25年）、「史蹟名勝天然紀念物保存法」は「国宝保存法」、「重要美術品等ノ保存ニ関スル法律」とともに廃止され、同年公布・施行された文化財保護法（昭和25年法律第214号）となって受け継がれることとなったが、「自然記念物」を文化財に含めて扱っている国は少なく、1971年（昭和46年）に環境庁（いまの環境省）が発足した際、環境行政の一環として天然記念物保護をおこなおうという意見もあったが実現には至っていない。

## 明治天皇聖蹟の史蹟指定解除
史蹟名勝天然紀念物保存法に基づいて史蹟に指定されていた「明治天皇聖蹟」（明治天皇ゆかりの御野立所、御小休所、行幸所、大本営、御講評所など）については、新しい日本国憲法にそぐわないとして、1948年6月29日付けで計377件が一斉に指定解除された。